# Cissus spectabilis
Cissus spectabilis är en vinväxtart som först beskrevs av Wilhelm Sulpiz Kurz, och fick sitt nu gällande namn av Jules Émile Planchon. Cissus spectabilis ingår i släktet Cissus och familjen vinväxter. Inga underarter finns listade i Catalogue of Life.